# إي. جيفرسون ميرفي
إي. جيفرسون ميرفي (بالإنجليزية: E. Jefferson Murphy)‏ هو مؤرخ أمريكي، ولد في 2 يوليو 1926، وتوفي في 19 يونيو 2013.